# Каврилья
Каврилья (італ. Cavriglia) — муніципалітет в Італії, у регіоні Тоскана, провінція Ареццо.
Каврилья розташована на відстані близько 200 км на північний захід від Рима, 35 км на південний схід від Флоренції, 32 км на захід від Ареццо.
Населення — 9656 осіб (2014).

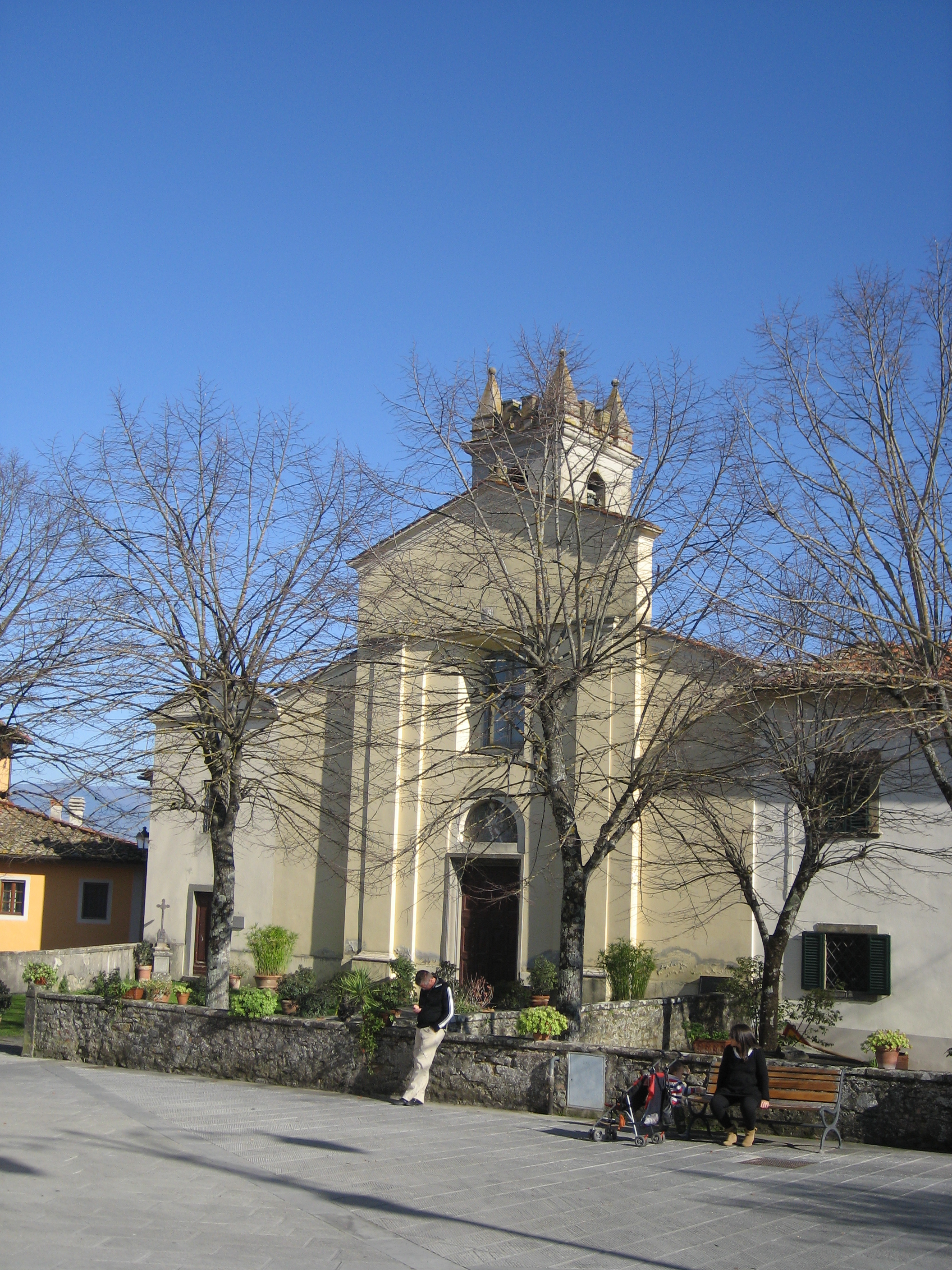

Щорічний фестиваль відбувається 7 серпня. Покровитель — San Donato d'Arezzo.

## Демографія
Населення за роками:

Станом на 1 січня 2023 року в муніципалітеті офіційно проживали 472 іноземці з 46 країн, серед них 187 громадян країн Євросоюзу та 21 громадянин України.

## Сусідні муніципалітети
- Фільїне-е-Інчиза-Вальдарно
- Гайоле-ін-К'янті
- Греве-ін-К'янті
- Монтеваркі
- Радда-ін-К'янті
- Сан-Джованні-Вальдарно